# Downingia ornatissima
Downingia ornatissima là loài thực vật có hoa trong họ Hoa chuông. Loài này được Greene mô tả khoa học đầu tiên năm 1890.